# 紅莖椒草
紅莖椒草（学名：Peperomia sui）为胡椒科椒草屬下的一个种。

## 扩展阅读
- 維基物種上的相關：紅莖椒草